# Нові Ґробиці
Нові Ґробиці (пол. Nowe Grobice) — село в Польщі, у гміні Хинув Груєцького повіту Мазовецького воєводства.
Населення — 313 осіб (2011).
У 1975-1998 роках село належало до Радомського воєводства.

## Демографія
Демографічна структура станом на 31 березня 2011 року:
|          | Загалом | Допрацездатний вік | Працездатний вік | Постпрацездатний вік |
| -------- | ------- | ------------------ | ---------------- | -------------------- |
| Чоловіки | 161     | 47                 | 100              | 14                   |
| Жінки    | 152     | 27                 | 94               | 31                   |
| Разом    | 313     | 74                 | 194              | 45                   |